# Spintheria gratiosa
Spintheria gratiosa là một loài bọ cánh cứng trong họ Cerambycidae.